# Nanokosmos
Nanokosmos bezeichnet in Anlehnung an den Begriff Mikrokosmos – für die mikroskopisch kleine Welt, die man durch ein Lichtmikroskop beobachtet – die nochmals tausendfach kleinere Welt der Zellen und Makromoleküle (Proteine, DNA), deren Abmessungen typischerweise im Bereich von Nanometern (millionstel Millimetern) liegen. Die Erzeugung künstlicher Systeme, die in diesem Größenbereich operieren, ist Gegenstand der Nanotechnologie.

## Charakteristika
Mehrere charakteristische Eigenschaften grenzen den Nanokosmos gegenüber dem Mikrokosmos einerseits, und der von der Quantenphysik dominierten Welt der Atome andererseits ab:
- Objekte mit Abmessungen, die kleiner sind als die Wellenlänge des sichtbaren Lichts (400–800 nm) lassen sich aus grundsätzlichen physikalischen Gründen nicht mit dem Lichtmikroskop erfassen, sie sind also im Gegensatz zu dem Mikrokosmos „unsichtbar“. Alle visuellen Repräsentationen, die von ihnen erzeugt werden können, sind im Prinzip Modelle und keine Abbildungen[2].
- Mechanische Bewegung in diesem Größenmaßstab wird von der zufällig verteilten Brownschen Bewegung bestimmt, die eine andere Art von Maschinen erfordert als die Newtonsche Mechanik, die in größeren Maßstäben vorherrscht. Molekulare Maschinen im Nanokosmos funktionieren deshalb nicht nach einem klaren Ursache-Wirkung-Konzept wie etwa eine Pendeluhr, sondern nach Mechanismen, die bestimmte Zufallsbewegungen zulassen und andere ausschließen[3].
- Oberflächenspannung wirkt im Nanometermaßstab stärker als z. B. Gravitation, was zum Beispiel bei der Mischung von Flüssigkeiten (Nanofluidik) zu erheblichen Problemen führen kann[4].
- Zugang zum Nanokosmos war lange Zeit eine Herausforderung an die Forschung, da dieser Größenbereich zu groß ist für die traditionelle organisch-chemische Synthese, andererseits aber zu klein für Materialbearbeitungsmethoden, die von großen Strukturen ausgehen und diese verkleinern. Seit Anfang dieses Jahrhunderts hat die Forschung allerdings weitreichende Fortschritte gemacht, die die Zugänglichkeit von Nanostrukturen von beiden Seiten verbessert haben[5].
- Der Begriff „Nanokosmos“ hebt außerdem hervor, dass diese und weitere Charakteristika sowohl für natürliche Systeme (etwa aus der Innenausstattung der Zelle) als auch für artifizielle Systeme (also Produkte der in den letzten Jahren rasch gewachsenen Nanotechnologie) gelten. Die Kleinheit dieser Objekte ist für ihre Eigenschaften oft stärker ausschlaggebend als ihre genaue Zusammensetzung oder ihr Ursprung.[6]

## Begriffsgeschichte
Der Begriff wurde 1995 in dem Buchtitel „Expeditionen in den Nanokosmos“ verwendet. Dieses Buch stellte natürliche und synthetische Nanosysteme einander gegenüber und betonte, dass wir bei der Entwicklung neuer Konzepte der Nanotechnologie von der etablierten „Nanotechnologie der Natur“ lernen können. Um die Jahrtausendwende trat er auch in Publikumszeitschriften, etwa Der Spiegel auf. Im Englischen hat sich „nanoworld“ als entsprechender Begriff etabliert.